# アスト部
アスト部（モンゴル語: Asd）とは、主に15世紀から17世紀にかけてモンゴル高原で活動した遊牧部族の一つ。「アス人」とは本来は西方のカフカース地方に住まうアラン人の別称であり、東方に移住したアス人=アラン人が大元ウルス治下において「阿速（アス）衛」と呼ばれる軍団を組織したのがアスト部族の起源となった。14世紀末に大元ウルスが北遷すると（北元）、同じく西方起源のキプチャク=ハラチン部とともにモンゴル高原において遊牧部族化し、アスト部として知られるようになったが、17世紀のリンダン・ハーンの征西によって滅亡した。
なお、東方に移住せずにカフカース地方に留まったアラン人の末裔が現在のオセット人であり、「オセット人（Осетин）」という名称は「アス人」から派生したものである。

## 起源

### アス人とアラン人

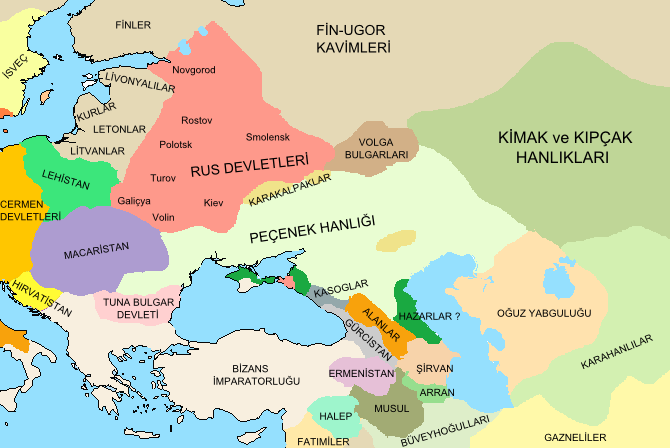
10世紀頃のロシア周辺地図。アラン人の領域は中央下部の橙色（ALANLAR）

「アス人」と「アラン人」の関係について、後述するように14世紀以後の史料では両者を別集団として記すこともあるが、少なくとも13世紀中は両者は同じ集団として捉えられていた。たとえば、ブリディアの報告書には「アス人（azzi）と自称するアラン人（alani）」とあり、モンゴル本土まで旅行したことで著名なプラノ・カルピニ、ルブルックはそれぞれ「アラン人あるいはアス人（Alani sive Assi）」 「アラン人あるいはアース（Alani sive Åas）」いう表現でこの集団を呼称している。
また、大元ウルスに仕えて東アジアに住まうに至った「阿速（アス）」のことをアランと呼称する記録も存在する。元末のトゴン・テムルの治世に大元ウルスを訪れたマリニョーリ修道士の報告書では「阿速（アス）」のことを「アラーニ（Alani）」と表記し、また「阿速（アス）」人自身がローマ教皇に送った書簡でも自らを「アラン人」と自称している。
なお、上記の史料に見られるアス人=アラン人は全て「キリスト教徒であった」と記されるが、14世紀にユーラシア東方を旅行したイブン・バットゥータは「カフカースに住まうアス人はムスリムであった」と述べており、この記述から「キリスト教徒たるアラン」と「ムスリムたるアス」は異なる集団である、とする説も存在する。なお、アスト=アランの信仰は本来ビザンツ帝国の影響を受けた東方正教であったが、モンゴル高原で優勢であったネストリウス派の干渉によって東方に移住したアスの大部分はネストリウス派に改修するか「名義上のキリスト教徒」になっていた。

### アラン=アス人の東方移住

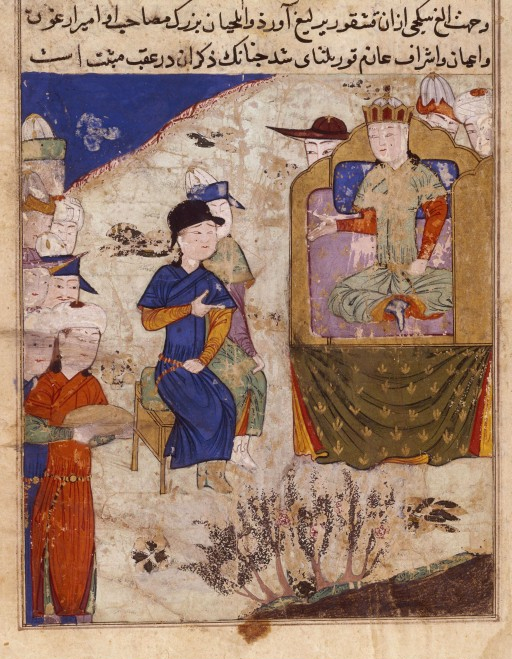
玉座のモンケ。『世界征服者の歴史』（1438年書写）より

アラン=アス人の東方移住について、諸史料は一致してモンケによるカフカース遠征がその原因であると伝える。オゴデイ・カアンの下計画された「バトゥの征西」においてトゥルイ家の家長モンケも一軍を率いて従軍し、バトゥが北方ルーシ諸国に侵攻する間、南ロシア草原からカフカースに居住する遊牧民族を征服した。『元朝秘史』は「バトゥの征西」の経過について以下のように記している。
当時のカフカースにはメゲス（メゲト）を中心とするアス人の政権が存在しており、モンケはこれを征服する過程で多数のアス人を配下に入れ、さらにモンゴル高原にまで連れ帰り、これが東アジアにおけるアス人の起源となった。東方に移住したアス人の境遇・来歴は様々で、早くからモンケに仕えてメゲス攻略にも加わった者（バガトル）、元々は領主の地位にあったが投降した者（アルスラン、ハンクス）、モンケ即位後になって新たに東方に移住した者（ネグレイ、シラ・バートル）などがいる。

### 阿速衛の設立と内乱における活躍
モンケの死後、帝位継承戦争において末弟のアリクブケを打倒したクビライは大都の建設に代表される新たな国家体制の整備を開始した。その中で行われたのが、既存の千人隊（ミンガン）、親衛隊（ケシクテイ） といった軍事組織から独立した、侍衛親軍の設置であった。大元ウルスにおける侍衛親軍はその名の通り歴代中号王朝で設置された侍衛制度を継承したものであるが、 アスト、キプチャク、カンクリといったいわゆる「色目人」によって構成される軍団を包括していた点に特色があった。アスト、キプチャク、カンクリといった西方出身の集団はモンゴル高原の諸部族に比べて「新参者」であり、地位は低いが「モンゴル人同士の内戦」において気兼ねなく戦えるという強みも有していた。1272年（至元9年）には初めてアス兵の徴集が行われてアス・バートル・ダルガチ（阿速抜都達魯花赤）が置かれ、1286年（至元23年）にはアスの軍（阿速之軍）の名が与えられた。
アスト、キプチャク兵が初めて活躍したのは1276年に始まる「シリギの乱」であり、このときアスト軍団長アダチは王族のヨブクルをトーラ川で破る功績を挙げている。また、「ナヤンの乱」においても同様に活躍している。クビライの死後、オルジェイトゥ・カアン（成宗テムル）の治世にカイドゥによるモンゴル高原侵攻が激化すると、アスト・キプチャク・カンクリ諸衛は北方モンゴル高原に派遣されてカイドゥの軍勢と戦った。この時アスト等の衛を指揮したのがクビライの曾孫のカイシャンで、カイシャンは諸将の人心を得てカイドゥ・ウルスを滅亡に追い込み、アスト・キプチャク・カンクリ諸衛の者達もまたカイシャンに強い忠誠心を懐くようになった。

### 軍閥としての成長
1307年にオルジェイトゥ・カアンが亡くなるとカイシャンがクルク・カアン（武宗）として帝位に即き、アスト・キプチャク・カンクリ衛の諸将も側近として取り立てられ、1309年（至大2年）には初めて右アス衛（右衛阿速親軍都指揮使司）・左アス衛（同左衛）が設置された。しかし、クルク・カアンは即位後僅か4年にして崩御してしまい、次に即位したクルク・カアンの弟のブヤント・カアン（仁宗アユルバルワダ）は先帝の側近を粛正・冷遇した上、クルク・カアンの遺児（コシラ、トク・テムル）を地方に飛ばして自らの息子のシデバラ（後の英宗ゲゲーン・カアン）を皇太子としてしまった。仁宗・英宗政権を通じてアスト兵はかつての主君クルク・カアンの一族を冷遇する朝廷に不満を募らせており（トガチの乱）、1323年に起こった英宗弑逆事件（南坡の変）の実行犯はテクシ率いるアス衛の兵であった。
シデバラの死後、一旦は遠縁のイェスン・テムル（泰定帝）がカアンに即位したが、その死後遂にキプチャク・アスト兵はクルク・カアンの遺児を擁立すべく決起した（天暦の内乱）。この内乱で主導的立場にあったのはキプチャク衛指揮官のエル・テムルであったが、その次に重要な立場にあったのがアス衛指揮官であったバヤンであった。バヤンはエル・テムルの死後にウカアト・カアン（順帝トゴン・テムル）を擁立して実権を握り、配下のアス衛指揮官たちも要職についた。

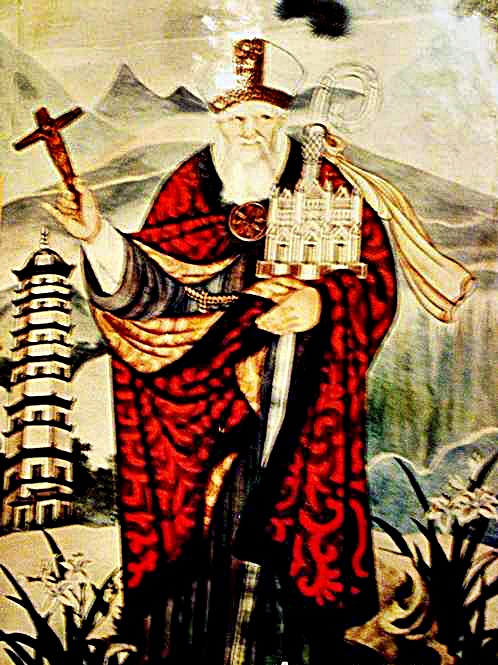
ジョヴァンニ・デ・マリニョーリ

バヤンの権勢が絶頂にあった1336年（後至元2年）、ローマ教皇ベネディクトゥス12世の下に「アラン人（＝アス人）君侯たち」から使者が派遣された。使者はウカアト・カアンからの書簡とアラン人君侯たちからの書簡を携えており、書簡には以下のように記されていた。
この「アラン人君侯たち」の要請に従ってローマ教皇から派遣されたのがジョヴァンニ・デ・マリニョーリで、マリニョーリは1342年7月18日にウカアト・カアンに謁見して黒馬を献上し、帰国後に編纂した『ボヘミア年代記』にこの時の経験を断片的に記述している。マリニョーリは『ボヘミア年代記』で「東方の帝国全体を統べる3万以上の至高のアラン人君侯たちは、名実共にキリスト教徒で、自ら教皇の奴隷と称し、フランクのために死す用意がある」とまで述べるが、マリニョーリの到来は漢文史料には「拂郎（フランク）国からの朝貢」としか扱われておらず、ローマ教皇に対する辞の低い書簡と使者の派遣の要請は「アラン人（＝アス人）君侯たち」が自らの立場の強化と権勢の誇示に利用するためのものであったと考えられている。
なお、ローマ教皇に届けられた書簡で「アラン人君侯たち」の筆頭に置かれる「フティム・イウエンス（Futim Juens）」は、元アス人領主でモンケに仕えたハンクスの曾孫の「福定」に比定されている。

### 北元時代前期
大元ウルスの北遷時、アスト部・ハラチン部を率いていたのはトクト太師の息子で父の地位を引き継いでいたカラジャン太師で、15世紀に入ってその地位を継承したのがアルクタイであった。アルクタイはモンゴル年代記で一貫して「アストのアルクタイ」と記されており、アスト部の首領であった。アルクタイは太師と称して傀儡ハーンのアダイ・ハーンを擁立し、事実上のモンゴル（韃靼）の最高権力者として30年近くにわたってドルベン・オイラト（4オイラト部族連合）とモンゴル高原の覇権を巡って争った。
1434年にアルクタイがオイラトとの戦いで亡くなると、アルクタイ配下の軍勢はオイラトの傀儡ハーンのトクトア・ブハ（タイスン・ハーン）の勢力下に入った。この時アスト部族長の地位を継承したのがアルクタイの息子のバヤン・テムルで、バヤン・テムルは「第2知院」という高い地位を与えられてオイラト内でも比較的大きな勢力を保持した。しかし、1454年にアラク・テムルが叛乱を起こすと、バヤン・テムルはエセン・ハーンと同じゲルの中にいた所をアラク・テムルの元部下に襲われ、共に殺されてしまった。
エセンとバヤン・テムルの死後、「オイラト帝国」が瓦解する中で有力になったのが「ハラチン部のボライ」で、首領を失ったアスト部はボライに服属したものとみられる。しかし、ボライはアルクタイのように東モンゴル全体を統一することができず、ベルグテイ王家のモーリハイによって殺されてしまった。ボライの後を継いだのがその部下のオロチュで、オロチュはアスト部の出身ではなかったもののボライの勢力を受け継いで引き続きモーリハイと戦った。

### ヨンシエブ服属期

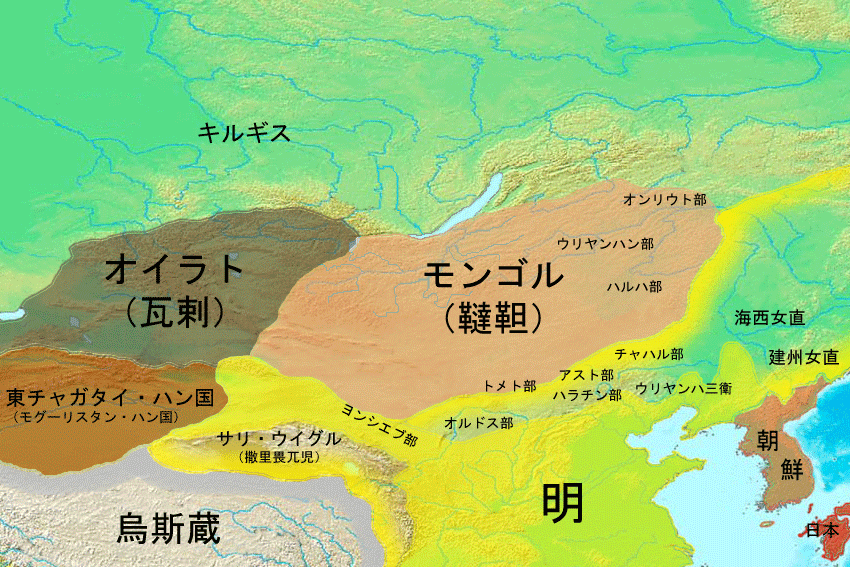
15世紀の東アジア諸国と北方諸民族。

北元時代のアスト部にとって大きな転機となったのがベグ・アルスランの登場で、バルス・クル地方より移住してきたベグ・アルスランは、ボルフ・ジノンと組んでオロチュを追放し、アスト部・ハラチン部を自らの支配下に置いた。ベグ・アルスランはアスト部・ハラチン部を含む10のオトクを率い、この集団は後世ヨンシエブ・トゥメンと呼ばれるようになる。ベグ・アルスラン以後、それまでアスト部・ハラチン部指導者が称していた「太師」を名乗り、ヨンシエブの強大な軍事力を背景にカアンを擁立した。しかし、ベグ・アルスランはマンドゥール・ハーンを完全な傀儡とすることができず、1479年に殺されてしまった。
ベグ・アルスランの死後後を継いだイスマイルは、マンドゥールの死後にバト・モンケを擁立したが、バト・モンケの成長後に逆にモンゴル高原から追放されてしまった。ダヤン・ハーンは北元時代に入ってより歴代カアンが傀儡として扱われてきた現状を変えるべく、トゥメト部のホサイ、オルドス部のマンドライ、ヨンシエブ部といった有力者をダラン・テリグンの戦いで撃ち破り、東モンゴリアの大部分を支配下に置いた。ダラン・テリグンの敗戦後、ヨンシエブ部を支配していたイスマイルは西方に逃れたため、遂にアスト部はダヤン・ハーンの配下に入った。

### ボディダラ家の統治
東モンゴルの再統一を成し遂げたダヤン・ハーンは自らの諸子を配下のトゥメン/オトクに分封し、ヨンシエブ・トゥメンは七男のアル・ボラト（別名アル＝ボーラ）に与えられた。しかし、アル・ボラトの息子の世代の内紛が原因となってヨンシエブ・トゥメンはアル・ボラトの兄のバルス・ボラトの家系に奪われたようで、この間の事情をモンゴル年代記の一つ『蒙古源流』は以下のような伝承として記録している。
以上のような逸話がどれほど史実を反映しているかは不明であるが、いずれにせよ「アストとヨンシエブの二つ」の統治権がバルス・ボラトの末子のボディダラに移ったことは、明側の漢文史料の『北虜世系』に「オトハン・ボディダラ・タイジ：営名はヨンシエブで、宣府・張家口から正北に20日ほどの行程の場所で遊牧していた」とあることからも確認される。一方、元々はヨンシエブ・トゥメンの一部であったハラチン部はボディダラの兄のバイスハルが領有するようになり、分離したヨンシエブ部を凌ぐほどに強大な部族に成長した。ここにおいて名称の逆転現象が起き、かつては「ヨンシエブ・トゥメン」の中にアスト部とハラチン部が服属していたのに対し、これ以後は「ハラチン・トゥメン」の中にアスト部とヨンシエブ部が属するようになった。そのため、後の史料の中にはアスト部の領主が「ハラチン人」を称する事例が見られる。
ボディダラにはエンケダラ、エセンダラ、ノムダラという3人の息子がおり、長男のエンケダラがヨンシエブ本部を、次男のエセンダラがバルグ部を、末子のノムダラがアスト部を継承した。

### アスト部の滅亡
北元時代末期のアスト部領主はボディダラの末子のノムダラ・フルチ・ノヤンで、彼はトゥメン・ジャサクト・ハーンの五大執政の一人に数えられるなど、有力諸侯として知られていた。
17世紀初頭、建州女直内で急速に勢力を拡大したヌルハチは、1616年にアイシン国（後金）を建国した。ヌルハチの後を継いだホンタイジは周辺のモンゴル系勢力を次々と取り込み、遂に1627年にはホルチン・内ハルハ5部に加えチャハル部のオトクまでをも傘下に入れた。このような事態に危機感を懐いたチャハル部の長のリンダン・ハーンは西方に支配圏を拡大することを決意し、1628年にはアスト部の遊牧地に現れた。チャハル軍とアスト・ハラチン・トゥメト連合軍は埃不哈で戦い、アスト部ら連合軍はこの戦いで壊滅的な大敗北を蒙った。アスト部はこの一戦で壊滅的大打撃を被り、ハラチン部の遊牧地に逃れようとしたノムダラの7子は道中アバガ部の攻撃を受けて5人が殺され、ここに至って生き残ったらは清朝への投降を決意した。しかしアスト部はもはや独立した遊牧集団として自立することはできず、生き残ったアスト人は満洲八旗の鑲白旗・正紅旗・鑲紅旗・正藍旗などに編入されてアスト部は完全に滅亡した。

## アス人

### 大元ウルスに仕えたアス人
- ネグレイ家
- アルスラン家
- ハンクス家
- エレク・バートル家
- バガトル家
- シラ・バートル家

### 北元時代のアスト部首領
- アルクタイ
- バヤン・テムル
- ボライ
- オロチュ